# Telmatosaurus
Telmatosaurus (лат. , от др.-греч. τελμᾰτιαῖος σαῦρος «болотная ящерица») — архаичный род птицетазовых динозавров, принадлежащий к семейству гадрозаврид. Считается базальным родом этого семейства. Обнаружен в отложениях маастрихтского яруса позднего мелового периода на территории современной Румынии в конце XIX века, описан австро-венгерским учёным Францем Нопчей в 1899 году. Известен по одному виду, Telmatosaurus transsylvanicus.

## Открытие и систематика

Размеры Telmatosaurus по сравнению с человеком

Весной 1895 года 12-летняя Илона Нопча, дочь местного помещика, гуляя по окрестностям деревни Сечел (ныне жудец Хунедоара, Румыния), нашла окаменевшие кости — первые в истории, обнаруженные в Трансильвании. Девочка отнесла несколько костей старшему брату, 18-летнему Францу Нопче, тем самым определив его будущую судьбу: Франц Нопча стал известным палеонтологом, «охотником за динозаврами». Найденные Илоной костные остатки (практически полный, но раздробленный череп, нижняя челюсть и несколько позвонков) стали голотипом нового рода, описанного Нопчей в 1899 году как Limnosaurus. Вскоре, однако, выяснилось, что родовое имя Limnosaurus уже занято — его в 1871 году присвоил ископаемому крокодилу Г. Ч. Марш (через сто лет родовое имя Limnosaurus было признано сомнительным, и описанные Маршем окаменелости были переклассифицированы как останки представителя рода Pristichamps). В 1903 году Нопча дал своему динозавру новое родовое имя Telmatosaurus. Ряд дополнительных образцов, относящихся к Telmatosaurus, были обнаружены и зарегистрированы с момента первоначального описания Нопчей, как им самим, так и другими исследователями в последнее время, что делает его одним из наиболее известных таксонов из бассейна Хацег и всего позднего мелового периода Европы. Возможно, однако, что окаменелости гадрозавроидов из области Трансильвании, которые обычно относили к Telmatosaurus transsylvanicus, могут вместо этого представлять несколько близкородственных таксонов.
От других гадрозаврид Telmatosaurus отличают форма зубов (не заостряющихся на конце и не имеющих характерного «гребня» вдоль внешней стороны), зазубренная предчелюстная кость и отсутствие мощного, угловатого дельтопекторального узла для крепления мышц на плечевой кости. На базальность этого рода по отношению к большим подсемействам гадрозаврид — гадрозавринам и ламбеозавринам — указывает то, что, согласно кладистическим анализам 1990-х годов, он имел сходные черты с каждым из этих подсемейств. Это обстоятельство стало поводом для разногласий в отношении классификации рода. Одни исследователи включают его, так же как роды Tethyshadros и Bactrosaurus, в семейство гадрозаврид, но оставляют за пределами подсемейств гадрозаврин и ламбеозаврин, которых в свою очередь объединяют в общую кладу эугадрозавров (лат. Euhuadrosauria). Другие выносят эти роды за пределы семейства гадрозаврид, оставляя в более широком таксоне гадрозавроидов, в который входят все динозавры, более близкие к гадрозавридам, чем к игуанодонтидам. Внешнее по отношению к гадрозавринам и ламбеозавринам положение данного года на эволюционном дереве постулировалось с 1950-х годов, когда Фридрих фон Хюне включал его, вместе с ещё одним базальным родом Tanius, в отдельное от гадрозаврид семейство надсемейства Hadrosauria. В то же время, с 1970-х годов до настоящего времени существует и точка зрения, согласно которой Telmatosaurus относится к ламбеозавринам.

## Описание

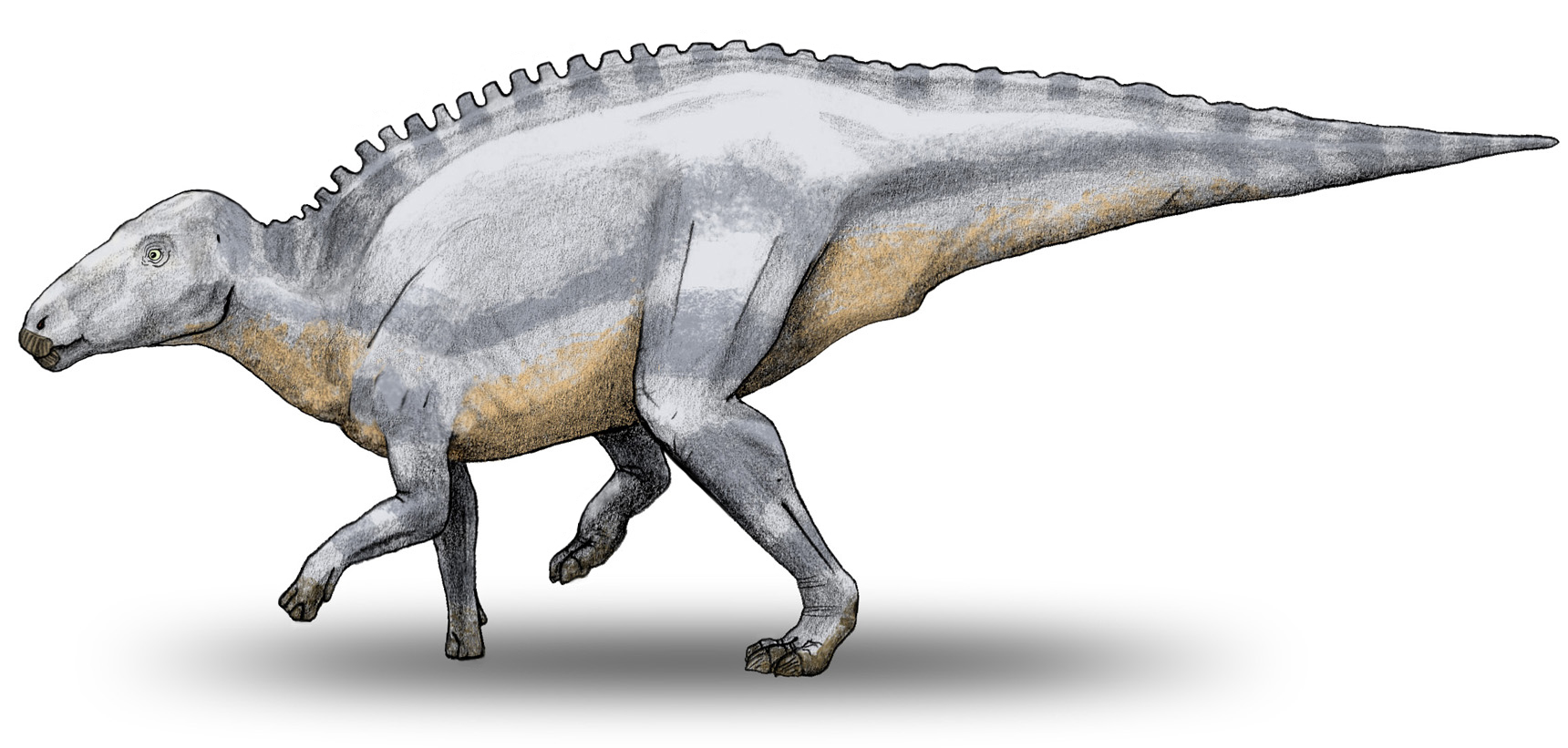
Реконструкция

Telmatosaurus был совсем небольшим для семейства гадрозаврид динозавром — длина его тела вместе с хвостом составляла около 5 метров, а масса тела около 500 кг, что в десять раз меньше средней массы гадрозаврид этой эпохи. Существует мнение, что эти малые размеры представляют собой пример островной карликовости, поскольку местом обитания представителей этого рода был остров Хацег — один из островов тогдашнего Европейского архипелага (другим «карликом» этого региона был также открытый Нопчей титанозаврид Magyarosaurus). Передвигался предположительно на всех четырёх конечностях, при беге поднимаясь на задние и развивая максимальную скорость в 15—20 км/ч, но обычно двигаясь значительно медленнее. Вероятно, использовал передние конечности, чтобы подтягивать к пасти листья и побеги, которые, предположительно, поедал на высоте не более 1 метра от поверхности.

Череп Telmatosaurus был вытянутым, «лошадиным» и в целом напоминал как череп игуанодонов, так и черепа других гадрозаврид. Предчелюстная кость была узкой и беззубой и, по всей видимости, поддерживала кератиновый клюв. Зубной аппарат напоминает зубы других гадрозаврид — зубные «батареи» представляют собой комплекс из колонн постоянно сменяющихся на протяжении жизни зубов, способных перетирать самую жёсткую растительную пищу. Как верхняя, так и нижняя челюсть были оснащены более чем 30 зубными колоннами, что больше, чем у игуанодонов, но меньше, чем у других гадрозаврид. Хотя у Telmatosaurus не было специфичного для ламбеозаврин сплошного или полого костяного гребня на голове, реконструкция черепа указывает на наличие изогнутых костных наростов, идущих по сторонам морды. Эти наросты заметно отличают голову Telmatosaurus от голов более примитивных орнитопод. Д. Б. Вейсхампел и К.-М. Жиану в книге «Трансильванские динозавры» предполагают, что эти наросты, как и у других гадрозаврид, могли выполнять социальную функцию, но не берутся утверждать, что это была форма полового диморфизма.

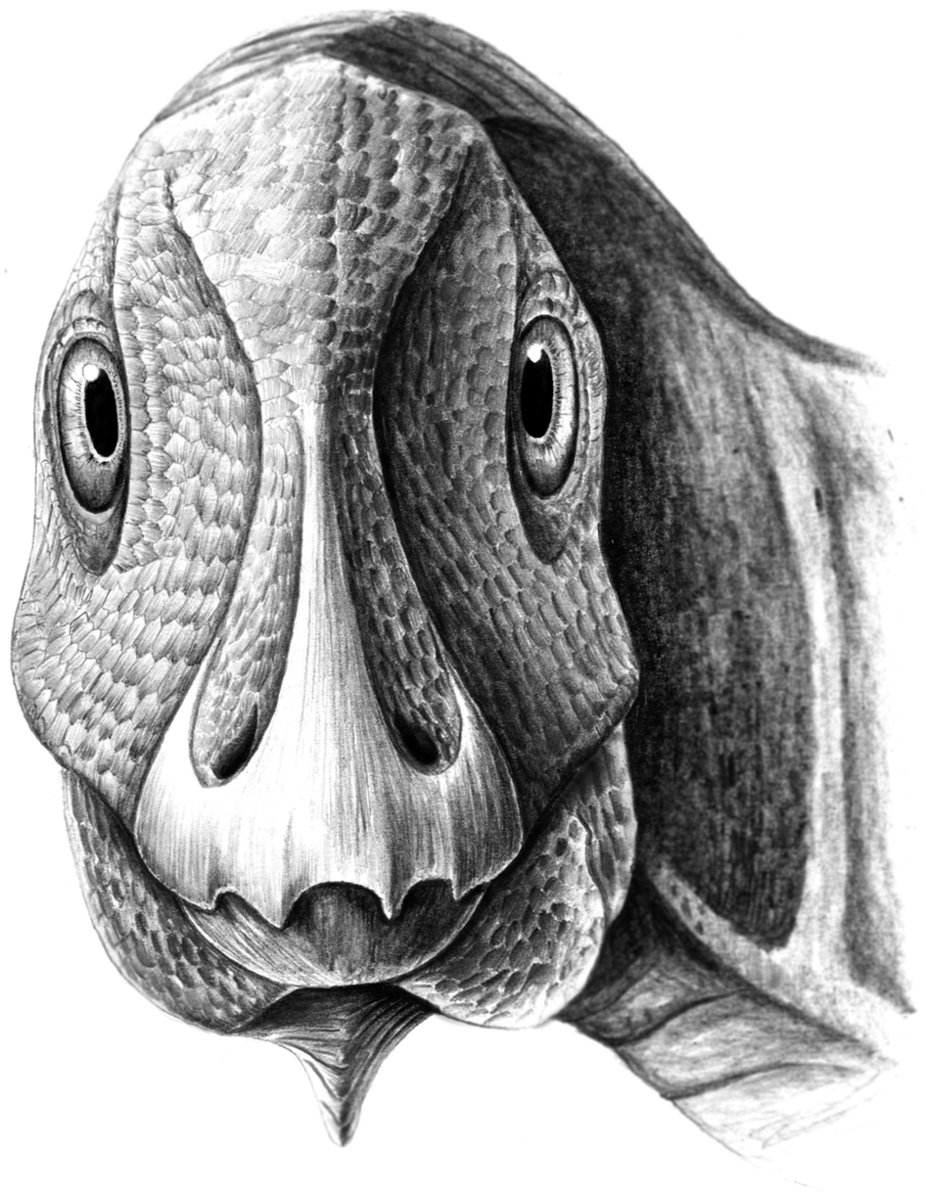
Реконструкция головы молодой особи с опухолью на нижней челюсти

Как и другие гадрозавриды, Telmatosaurus обладал длинным и жёстким, укреплённым оссифицированными сухожилиями хвостом, который служил балансиром при движении. Хотя по сравнению с другими гадрозавридами и игуанодонтидами, чья длина зачастую превышала 10 метров, Telmatosaurus был маленьким и изящным, опора преимущественно на задние конечности при почти горизонтальном положении тела делала наличие такого балансира необходимым.

## Палеопатология
Остатки ювенильной особи Telmatosaurus, исследованные Dumbrava и др., несут следы большой доброкачественной опухоли-амелобластомы на нижней челюсти. До этого открытия амелобластомы были известны только у современных млекопитающих (включая человека) и рептилий.